# Никополски епископ
Епископи на Никополската католическа епархия с епископско седалище в град Русе

## XVII век
1. Епископ Филип Станиславов (1648-1663)
2. Епископ Франциск Соймирович (1663-1673)
3. Епископ Филип Станиславов – II път (1673-1674)
4. Епископ Антон Стефанов (1677-1692)
- Sede vacante (1692-1720)

## XVIII век
5. Епископ Марко Андриаши (1720-1723)
- Sede vacante (1723-1724)

6. Епископ Балтазар Лиески (1724-...). Името на Балтазар Лиески не се споменава в анализите на българските историците за този период. В увода на една от книгите си проф. Иван Еленков споменава Никола Станиславич като четвъртия епископ на епархията.
7. Епископ Никола Станиславич (1728-1739)
- Sede vacante (1739-1745)

8. Епископ Антон Бенини (1745-1750)
- Sede vacante (1750-1751)

9. Епископ Никола Пулиези (1751-1767)
- Sede vacante (1767-1768)

10. Епископ Себастиан Канела (1768-1769)
- Sede vacante (1769-1774)

## XIX век
11. Епископ Павел Дуванлия (1774-1804)
- Sede vacante (1804-1805)

12. Епископ Франциск Ферери (1805-1813)
- Sede vacante (1813-1815)

13. Епископ Фортунат Ерколани (1815-1822)
- Sede vacante (1822-1825)

14. Епископ Йосиф Молайони (1825-1847)
- Sede vacante (1847-1848)

15. Епископ Анджело Парси (1848-1863)
16. Епископ Антон Плоим (1863-1869)
- Sede vacante (1869-1870)

17. Епископ Игнат Паоли (1870-1883)
18. Епископ Иполит Агосто (1883-1893)
- Sede vacante (1893-1895)

## XX век
19. Архиепископ Хенрих Дулсе (1895-1913)
20. Епископ Леонард Баумбах (1913-1915)
21. Епископ Дамян Йоханес Теелен (1915-1946)
- Sede vacante (1946-1947), Администратор: отец Евгений Босилков

22. Епископ Блажен Евгений Босилков (1947-1952)
- Sede vacante (1956-1964), Администратор: отец Никола Калчев

- Sede vacante (1964-1975), Администратор: отец Дамян Талев

23. Епископ Васко Сейреков (1975-1977)
- Sede vacante (1977-1978)

24. Епископ Самуил Джундрин (1978-1994)
- Sede vacante (1994-1995)

## XXI век
25. Епископ Петко Христов (1995-2020)
26. Епископ Страхил Каваленов (от 2021)